# 二硝酸硝酸根亚硝基四氨合锇
二硝酸硝酸根亚硝基四氨合锇是一种配位化合物，化学式为[H12N6O4Os](NO3)2。它可由[Os(NO)(NH3)4OH]Cl2经OH−型阴离子交换树脂处理，再与硝酸反应得到。其红外及拉曼谱与晶体结构已被表征，该配合物属于单斜晶系，空间群C2/c。